# 江口泰広
江口 泰広（えぐち やすひろ、1945年 - ）は、日本の経営学者。学習院女子大学国際文化交流学部名誉教授。学習院大学兼任講師、Fisher College(Boston,USA)名誉理事。
流通論とマーケティング論を原点に、幅広く研究・執筆・講演活動を行なっている。各種企業の経営戦略顧問として実務活動に携わる一方、数多くの講演をこなしている。また、NHK、テレビ東京、信越放送などの経済・経営番組にもしばしば登場している。

## 略歴
- 1945年 東京都生まれ
- 1964年 私立明治学院高等学校卒業
- 1968年 学習院大学経済学部卒業（田島義博ゼミナール）
- 1968年 財団法人流通経済研究所 入所
- ロータリー財団大学院奨学生としてボストン大学大学院(MBA)に留学
- 1973年 日本総合研究所入所。主任研究員として勤務（-1990年）。その間、立教大学社会学部非常勤講師、学習院大学経済学部非常勤講師
- 1990年 駿河台大学経済学部教授（大学院開設と共に、大学院教授を兼任）
- 1998年 学習院女子大学国際文化交流学部教授
- 2012年 - 2016年 日本フードサービス学会会長
- 2015年 学習院女子大学国際文化交流学部名誉教授
- 2016年 フードコンシャスネス研究所名誉会長
- 現在 一般社団法人ソーシャルプロダクツ普及推進協会(APSP)会長

## 著書
『マーケティングのことが面白いほどわかる本』（中経出版 改訂版2017）
『IT革命で変わる　新しいマーケティング入門』（中経出版 2000） 
『流通の転換　―21世紀の戦略指針』（白桃書房 1997/共著） 
『奇跡のセールス物語』（日本経済新聞社 1993/共著） 
『変革期の流通』（日本経済新聞社 1991/共著） 
『大変化・1990年代を読む：新時代の日本はこう変わる』（中経出版 1989） 
『感性からの市場戦略：「個」をつかむニュー・マーケティング』（ぱるす出版 1984） 
『外資小売業』（評言社） 
『日本の経営』（ダイヤモンド社 1975/共著） 
『グレート・マーチャント : アメリカ商業界の巨人たち』（早川書房 1972/共訳）